# Kummel

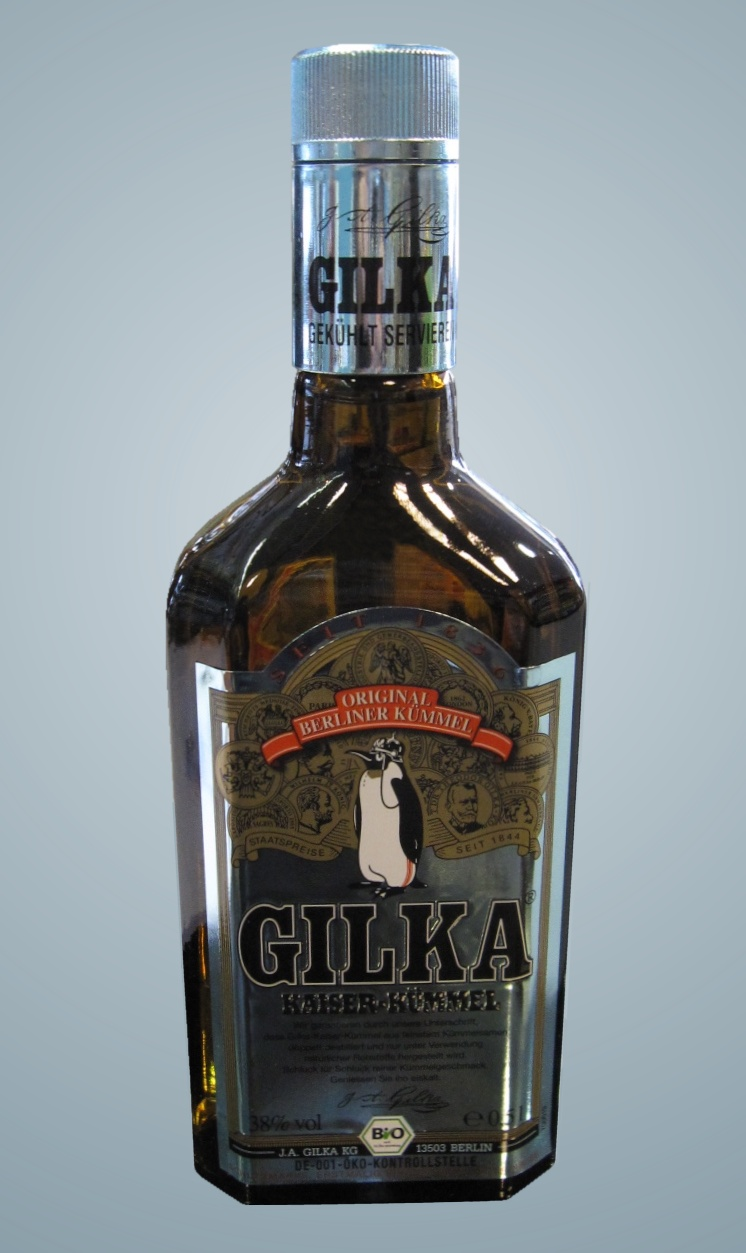
Kaiser-Kümmel de J. A. Gilka.

Le kummel est une boisson alcoolisée allemande ou néerlandaise titrant environ 35-40°, aromatisée principalement avec du carvi ainsi qu'avec d'autres épices et herbes.
Son nom vient de l'allemand Kümmel (fr. carvi).

## Composition et fabrication
Selon la réglementation communautaire européenne, il est fabriqué à partir d'alcool neutre d'origine agricole, redistillé avec des grains de carvi et aromatisé par un distillat d'herbes ou d'épices. Hormis le carvi, les épices utilisées comprennent entre autres : anis, coriandre, fenouil… Le kummel est habituellement incolore mais peut être transparent à jaune clair.

## Allasch

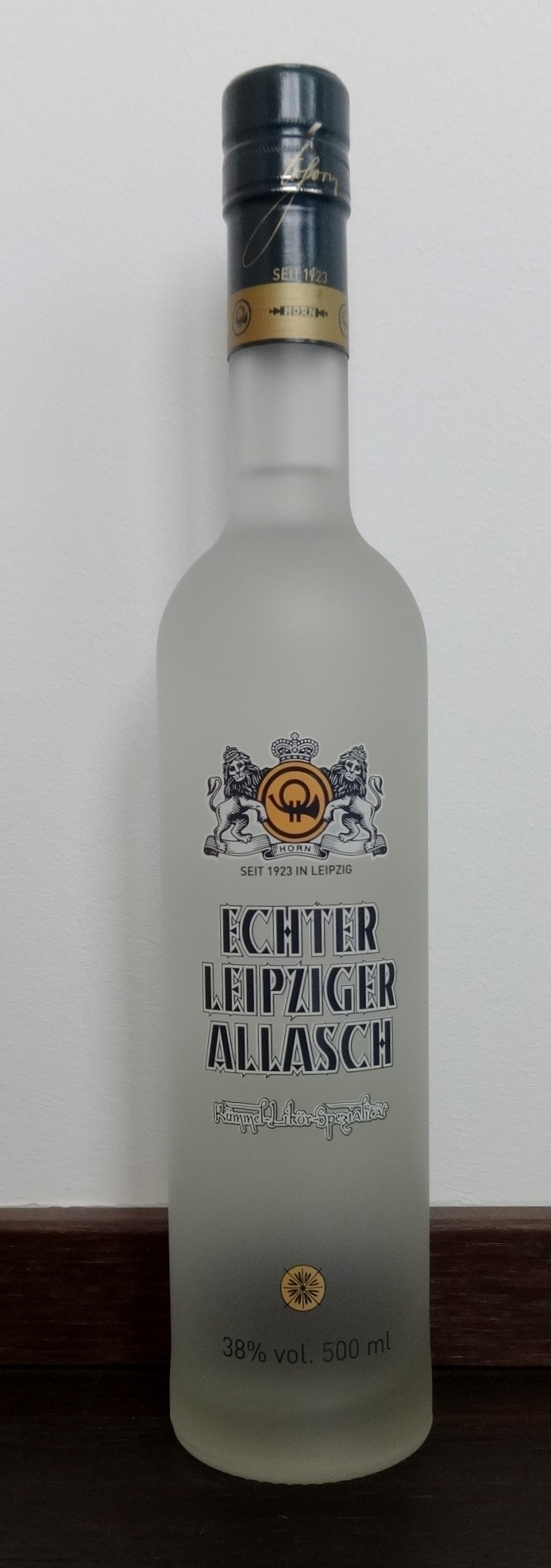
Leipziger Allasch.

L'allasch est une variété de kummel aromatisée avec des amandes amères, de l'anis, de la racine d'angélique et des zestes d'orange. Créée en 1823 dans l'actuelle Lettonie, elle est aujourd'hui considérée comme une spécialité de Leipzig.